# Peste bovina
Peste bovina era uma doença viral infecciosa causada pelo vírus Rinderpest morbillivirus do gênero Morbillivirus que afetava gado, búfalos domésticos, e muitas outras espécies de ungulados de dedos pares, incluindo búfalos, antílopes grandes, veados, girafas, gnus e javalis. A doença caracterizou-se por febre, desidratação, diarreia, secreções nos olhos e nariz e alta mortalidade, aproximando-se de 100% em populações imunologicamente fracas. Foi a primeira doença animal erradicada na natureza pelo homem, e a segunda doença erradicada pelo homem, após a varíola. O último surto foi detectado em 2001 no Quênia e os últimos casos foram relatados no Paquistão, Sudão, Somália, Etiópia e Quênia em 2007.
A Organização das Nações Unidas para Alimentação e Agricultura (FAO) anunciou em 14 de outubro de 2010 que a campanha de erradicação, começada em 1984 com programas de vacinação, estava prestes a ser concluída com sucesso. A erradicação foi confirmada pela Organização Mundial da Saúde Animal em 25 de maio de 2011.
A primeira referência a esta doença consta de um papiro com 3 000 anos. Acredita-se que a peste bovina tenha tido origem na Ásia, espalhando-se mais tarde através do transporte de gado. O vírus da peste bovina era estreitamente relacionado com os vírus do sarampo e da esgana canina. O vírus do sarampo surgiu da peste bovina como uma doença zoonótica entre 1000 e 1100 D.C, um período que pode ter sido precedido por surtos limitados envolvendo um vírus ainda não totalmente habituado a humanos.

## Vírus
O vírus da peste bovina, um membro do gênero Morbillivirus, está estreitamente relacionado com os vírus do sarampo e da esgana canina. Como outros membros da família Paramyxoviridae, ele produz viriões envelopados e é um vírus RNA de sentido negativo de cadeia simples. O vírus era particularmente frágil e rapidamente inativado pelo calor, dessecação e luz solar.
O vírus do sarampo evoluiu do então difundido vírus da peste bovina muito provavelmente entre os séculos XI e XII. A primeira origem provável é durante o século VII; existem algumas evidências linguísticas para esta primeira origem.

## Doença e sintomas
As taxas de mortalidade durante os surtos eram geralmente extremamente altas, aproximando-se de 100% em populações imunologicamente fracas. A doença foi disseminada principalmente por contato direto e água contaminada, embora também pudesse ser transmitida pelo ar.
Os sintomas iniciais incluem febre, perda de apetite e secreções no nariz e olhos. Posteriormente, aparecem erosões irregulares na boca, no revestimento do nariz e na parte genital. A diarreia aguda, precedida pela obstipação, é também uma característica comum. A maioria dos animais morre de 6 a 12 dias após o início destes sintomas.

## Arma biológica
A peste bovina foi um dos mais de uma dúzia de microrganismos que os Estados Unidos pesquisaram como potenciais armas biológicas antes de terminar o seu programa de armas biológicas.
A peste bovina é preocupante como uma arma biológica pelas seguintes razões:
- A doença tem altas taxas de morbidade e mortalidade;
- A doença é altamente transmissível e propaga-se rapidamente uma vez introduzida em rebanhos não imunes;
- Os rebanhos de gado não estão mais imunizados contra a peste bovina, portanto são suscetíveis à infecção.[12]

A peste bovina também foi considerada como uma arma biológica no programa de armas biológicas do Reino Unido durante a Segunda Guerra Mundial.